# Carlos-J.-Finlay-Preis

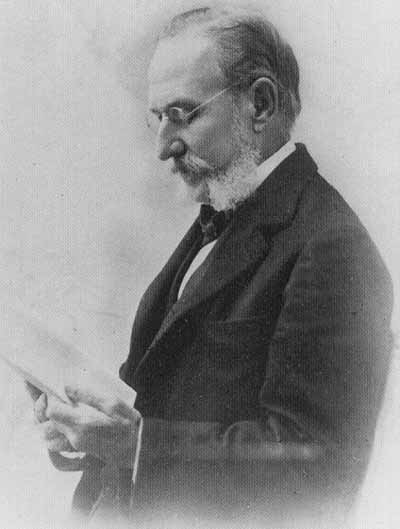
Namensgeber des Preises – Carlo Juan Finlay

Der Carlos-J.-Finlay-Preis (Carlos J. Finlay Prize for Meritorious Work in Microbiology) ist eine Auszeichnung der UNESCO für herausragende Beiträge zur Mikrobiologie. Er wurde auf Initiative Kubas installiert und wurde zwischen 1980 und 2005 und wieder ab 2015 vergeben, zuletzt etwa alle zwei Jahre. Der Preis ist nach Carlos Juan Finlay benannt (1833–1915), einem kubanischen Arzt und Wissenschaftler.
2006 stellte die UNESCO fest, dass nur 22 % der Preisträger weiblich wären.

## Preisträger
Quelle: Summary List of UNESCO Prizes, List of Prizewinners
- 1980 Roger Y. Stanier
- 1983 César Milstein
- 1985 Victor Nussenzweig und Ruth Nussenzweig
- 1987 Peter Reichard, Hélio Gelli Pereira
- 1989 Walter Fiers, Georges Cohen
- 1991 Jean-Marie Ghuysen, Margarita Salas Vinela, Eladio Vinuela
- 1993 Johannes Antonie van Veen, James Michael Lynch, James M. Tiedje
- 1995 Jan Balzarini, Pascale Cossart
- 1997 Riazzudin Sheikh, Etienne Pays
- 1999 Ádám Kondorosi[4]
- 2001 Susana López Charretón, Carlos Federico Arias Ortíz[5]
- 2003 Antonio Peña Diaz[6]
- 2005 Khatijah Binti Mohamad Yusoff[7]
- 2015 Yoshihiro Kawaoka
- 2017 Samir Saha, Shahida Hasnain
- 2020 Kenya Honda
- 2023 Dilfuza Egamberdieva